# Pelomyxa gruberi
Pelomyxa gruberi – gatunek pełzaka należącego do supergrupy Amoebozoa. Występuje na dnie zbiorników wodnych. Kształtu owalnego w fazie spoczynku lub wydłużonego z lobopodium w fazie ruchu. Osiąga wielkość od 50 μm do 350 μm.